# بعبدا
بعبدا هي إحدى القرى اللبنانية من قرى قضاء بعبدا في محافظة جبل لبنان.

## تاريخ بعبدا
إن كلمة بعبدا تعني باللغة الآرامية بيت العابد أي الناسك أو المتعبد لربه ويوم قصدها أبناؤها عام 1717 كانت خالية من السكان، وكانت أرضها حرشاً كثيفاً تأوي إليه النمور والضباع. وكانت وعرة المسالك، كثيرة الكهوف.
لم يكن فيها من أثر للعمران، سوى بقايا دير قديم تنبع بالقرب منه عين ماء عذبة صافية، فعمّروا البيوت بالقرب منها ونقبوا الأرض وزرعوها وغرسوا فيها التين والكرم والزيتون. وكان ذلك في عهد الأمير إسماعيل أرسلان الذي ملّكهم ما بنوه من منازل واستصلحوه من أراضي ورتّب عليهم ضريبة وجزية.
فيما هم يحفرون الصخور ويقلعون الحجارة، من محل بالقرب من رمّة الدير القديم، أي قرب العين، عثروا على بلاطة منقوش عليها كتابة فأخذوها إلى مطران بيروت وقتئذ المطران عبد الله قرأ لي فوجدها مكتوبة باليونانية، فترجم لهم الكتابة بما معناه: مار عبدا شرقي بيروت رأس الماء. وأوعز اليهم بأن يبنوا الكنيسة على اسم القديس عبدا الشهيد. فلم يروا من اللائق ترك اسم القديس فوقا شفيعهم الذي أحضروا صورته معهم من حصرايل في بلاد جبيل فبنوا الكنيسة على اسم القديسين عبدا وفوقا.
وعاشت بعبدا ازدهارا في عهد المتصرفية ازدهاراً ونمواً كبيراً وذلك لأنها مركز الحكومة ولأنها عاصمة الجبل. فحققت نمواً عمرانياً كبيراً في مجالي البناء والثقافة. وقد بقيت بعبدا عاصمة الجبل أربعاً وخمسين سنة حتى كان زمن الانتداب وولادة دولة لبنان الكبير. فأصبحت مركزاً لمحافظة جبل لبنان.

## الموقع الجغرافي
تقع بلدة بعبدا في محافظة جبل لبنان - قضاء بعبدا، مساحتها 2 كلم ونصف الكلم. يقطنها خمسون ألف مواطن يتوزعون بين مقيم ومغترب. يحيط بها كل من بلدات الحازمية، الجمهور، بطشاي، الحدث، الشياح وفرن الشباك. مناخها متوسط الاعتدال صيفا وبارد شتاء. ترتفع عن سطح البحر من 150 مترا إلى 250 مترا.
تبعد بعبدا 9 كلم (5.5926 مي) عن بيروت عاصمة لبنان، لكنه جراء نمو بيروت العمراني الكثيف أضحت اليوم بعبدا، أحد أهم ضواحي بيروت الشرقية، وجزء من نطاق بيروت الكبرى.

## مركز القضاء والبلدية
أُنشئت بلدية بعبدا بعد بلدية دير القمر لتصبح ثاني بلدية في لبنان، وذلك في العام 1864، وتعتبر بعبدا مركز محافظة جبل لبنان.

## مراكز حكومية
تعد بعبدا من أهم المدن التي تضم مراكز حكومية وإدارات عامة، مركز الصليب الأحمر والدفاع المدني، الهاتف، البريد ومركز «ليبان بوست» والأهم من ذلك كله فإن القصر الجمهوري يربض على أعلى تلة فيها، كذلك توجد فيها: وزارة الدفاع، مديريات الجيش اللبناني، قصر العدل
في بعبدا، قيادة منطقة جبل لبنان، المالية وتوابعها، العقارية والمساحة، مركز بلدية بعبدا، مركز المحافظة والمحافظ، أمن عام المحافظة، غرفة عمليات سرية بعبدا، فصيلة درك بعبدا مخفر بعبدا - (الشرطة)، مخفر قصر العدل، سجن النساء، مفرزة بعبدا القضائية، مركز الأمن العام، جهاز أمن الدولة، مصلحة الصحة في جبل لبنان، المنطقة التربوية في جبل لبنان، قسم نفوس جبل لبنان، مأمور نفوس بعبدا، غرفة نقابة المحامين في بعبدا، منظمة الأغذية العالمية ومركز الاتحاد الأوروبي.

## سفارات
توجد في منطقة بعبدا 12 سفارة أجنبية وهي تؤمن تأشيرات الدخول إلى بلدانها بواسطة السفير، القائم بالأعمال وطاقم السفارة الذي يعمل مع موظفين إداريين لبنانيين بهدف تسهيل مهمات المواطنين والتعاون ونشر الثقافات بين لبنان والدول الأجنبية. والسفارات هي: أوكرانيا، البرازيل ، الغابون ، إندونيسيا ، الأردن، بولندا ، رومانيا، سيريلانكا، التشيك، كوريا الجنوبية، إيطاليا، العراق وبولونيا، إضافة إلى منزل السفير الياباني في لبنان .

## مرافق اقتصادية واجتماعية
في البلدة مؤسسات صناعية، زراعية، مصرفية، تجارية، وهندسية إضافة إلى مطاعم فاخرة، وأندية وجمعيات أهلية (رياضية، ثقافية، اجتماعية، خيرية ودينية).

## التعليم
في بعبدا مدارس خاصة، رسمية، ابتدائية، تكميلية، ثانوية، إضافة إلى المهنية والجامعية ذات مستوى عال. وتضم 7 مدارس 4 منها وخاصة تضم 656 تلميذ، و 3 رسمية تضم 4011 تلميذ.

## الطبابة
توجد في بعبدا مستشفيات حكومية وخاصة ومستوصفات وعيادات خاصة أبرزها مستشفى بعبدا الحكومي، مستشفى قلب يسوع، مستشفى السان شارل.

### مستشفى بعبدا الحكومي
أنشئ منذ أيام المتصرفية حيث ارتأى الحاكم التركي آنذاك مظفر باشا أن يكون هناك مستشفى لمنطقة جبل لبنان واختار هذه التلة من البلدة المطلة والمحاطة بأشجار الصنوبر لتشييد البناء الذي كان يتألف من أربع غرف كبيرة تستوعب كل واحدة نحو 15 سريرا، ودشّن المبنى بين العام 1945 والعام 1950، وأدى الخدمات الطبية المختلفة للمواطنين في كل المنطقة. وطوّر بعد ذلك حتى أصبح يستوعب أكثر من مئة وخمسين مريضا دفعة واحدة كما جهز لاستقبال حالات الحجر الصحي، كما كان يوجد قسم للأطفال واستحدث خلال السنوات المتتالية قسم لجراحة الأنف والأذن والحنجرة، وخصص قسم للجراحة النسائية ودار للتوليد، وحظي آنذاك بأهمية كبرى أكان بالنسبة للخدمات الطبية التي قدمها أو بالنسبة للاطباء الاختصاصيين الذين حسنوا الخدمات الاستشفائية المختلفة، لكنه أصيب في خلال الحروب على لبنان وتراجعت خدماته.

## آثار ومعالم
تضم البلدة آثارا قديمة وقيمة:
- قناطر رومانية في سحيما
- مدافن أثرية
- مقبرة الأمير ملحم الشهابي
- قلعة أبو رشيد: تقع شرق القصر الجمهوري
- غابة خندق الرهبان الغنية بأشجار الصنوبر، السنديان المعمر والبلوط

### عين بعبدا
شيد بأمر من المتصرف إسماعيل حقي باشا في العام 1917 وهو سبيل ماء فيه أربعة ميازيب تصب فيها الماء من أربعة جهات برؤوس سباع، وهو صورة للفن اللبناني القديم بالبناء وزينة النقوش والمعربشات.

### سراي بعبدا الحكومي
يشكل لوحة معمارية شرقية مرسومة بريشة أمهر المهندسين والبنائين منذ القرن الثامن عشر وتحديدا في عهد المتصرفية (1860 - 1918) يستقبل الوافدين إليه بصدر رحب مزّقته شظايا القنابل، كما تركت الصواريخ الغادرة بصماتها على حجره الرملي الذي يميز تاريخه العريق، إنه سراي بعبدا الحكومي الذي يعتبر اليوم من أهم المباني الرسمية في لبنان إذ اتخذ مركز محافظة جبل لبنان إلى تجمع لعدد من إدارات الدولة الموزعة في أرجائه، ففي الطابق الأرضي منه هناك مخفر للدرك مع زنزانة ومكتب للشرطة القضائية ومكتب لمأمور النفوس، وفي الطبقة الأولى تتوزع مكاتب محافظة جبل لبنان، مكتب قائد منطقة جبل لبنان، مصلحة الصحة، الأمن العام ومكتب ل«الوكالة الوطنية للإعلام».

### القصر الجمهوري
كان القصر الجمهوري في الأساس ضمن بيروت الإدارية (قصر القنطاري) ثم انتقل إلى سن الفيل في جونيه وغيرها. بصورة عامة، كان يطلق اسم «القصر الجمهوري» على مقر إقامة رئيس الجمهورية مع جهاز رئاسة الجمهورية حتى تمَّ بناء قصر بعبدا في الستينات، وكان الرئيس شارل حلو أول رئيس استقرَّ فيه. وكان يتغير المقر الصيفي لرئاسة الجمهورية مع كل رئيس جديد حيث ينتقل إليه مع جهازه الإداري. وأما قصر بيت الدين الذي تعود ملكيته إلى الدولة وتشرف عليه المديرية العامَّة للآثار، فقد اعتمد كمقر صيفي للرئاسة في عهد الرئيسين بشارة الخوري وكميل شمعون، وكانت دوائر القصر تنتقل بكاملها إلى بيت الدين صيفا.

## أديارها وكنائسها
- دير مار أنطونيوس للرهبان الأنطونيين: من أقدم الأدْيرة الأثرية في المنطقة
- كنيسة مار عبدا وفوقا
- دير سيدة الوحدة للراهبات كاتدرائية الملاك روفائيل التابعة لمطرانية الكلدان
- كنيسة سيدة الزروع (الجامعة الأنطونية)

## البيوت
تحتل الفيلات والأبنية الفخمة مساحة كبيرة في بعبدا ولا سيما أن أشجار الصنوبر والسنديان ما زالت تكسو قسما كبيرا من أحراجها، فعدد من الرؤساء يملكون الفيلات الفخمة كالرئيسين إلياس الهراوي إميل لحود ، كما يقطن فيها نائب رئيس مجلس الوزراء السابق عصام أبو جمرا ، إلى النواب : نايلة معوض ، روبير غانم وهنري حلو .